# Méraud
 (mars 2016).
Si vous disposez d'ouvrages ou d'articles de référence ou si vous connaissez des sites web de qualité traitant du thème abordé ici, merci de compléter l'article en donnant les références utiles à sa vérifiabilité et en les liant à la section « Notes et références ».
Méraud est un nom propre d'origine obscure, peut-être germanique (Merald), utilisé comme prénom et comme nom de famille.

## Prénom
Les Méraud sont fêtés le 23 février.
Le prénom féminin Méraude semble être une féminisation de Méraud. Méraud et Méraude sont portés en Dauphiné, Lyonnais et Vivarais au XVe, XVIe et XVIIe siècles. Au XVIIIe ces prénoms semblent tombés en désuétude.

### Personnes portant ce prénom
- Saint Méraud, abbé à Vendôme vers 850.
- Méraud de Grolée de Meuillon, abbé de l'Abbaye de Bonnevaux (1481-1483), abbé de l'Abbaye de Mazan (1492-1497).
- Meraud Guinness alias Meraud Guevara (1904–1993), artiste féminine britannique.

## Nom de famille
- Jacques Méraud, auteur de l'ouvrage "Réinventer la croissance"  (ISBN 978-2-296-02985-9).

Le nom de famille Méraud est suffisamment répandu pour trouver plusieurs auteurs d'ouvrages publiés portant ce nom.